# UCI Women's World Tour 2024
De UCI Women's World Tour 2024 was de negende editie van deze internationale wielerwedstrijdcyclus voor vrouwen, georganiseerd door de UCI. De eerste Women's World Tour in 2016 verving de wereldbeker voor vrouwen, die tussen 1998 en 2015 bestond. Het niveau onder deze competitie is de UCI Women's ProSeries.
Het aantal wedstrijden was haast identiek aan dat van 2023. Alleen de Zweedse wedstrijden in Vårgårda keerden definitief niet terug, nadat ze in 2023 al geannuleerd werden. De Ronde van Romandië werd uitgebreid van drie naar vier dagen. De Tour de France Femmes duurde één dag korter dan in 2023, maar telde wel hetzelfde aantal etappes, namelijk acht. Op de eerste twee dagen werden drie etappes verreden in Zuid-Holland.
Vanwege de Olympische spelen in Parijs vond de Tour de France Femmes niet aansluitend aan de Ronde van Frankrijk voor mannen plaats, maar halverwege augustus. Daardoor verschoof ook de datum van andere wedstrijden en werd bijvoorbeeld de Simac Ladies Tour in oktober verreden.

## Ploegen
Het aantal World Tourploegen bleef gelijk ten opzichte van 2023. De Amerikaanse ploeg EF-TIBCO-SVB was weggevallen en de ploegen Liv en Jayco AlUla waren gefuseerd. Nieuw in de World Tour waren de Belgische ploeg AG Insurance-Soudal en het Duitse Ceratizit-WNT.
| UCI WorldTeams       | UCI WorldTeams       | UCI WorldTeams     |
| -------------------- | -------------------- | ------------------ |
| AG Insurance-Soudal  | Fenix-Deceuninck     | Roland             |
| Canyon-SRAM          | Human Powered Health | SD Worx-Protime    |
| Ceratizit-WNT        | Lidl-Trek            | UAE Team ADQ       |
| DSM-Firmenich PostNL | Liv AlUla Jayco      | Uno-X Mobility     |
| FDJ-SUEZ             | Movistar             | Visma-Lease a Bike |

## Overzicht

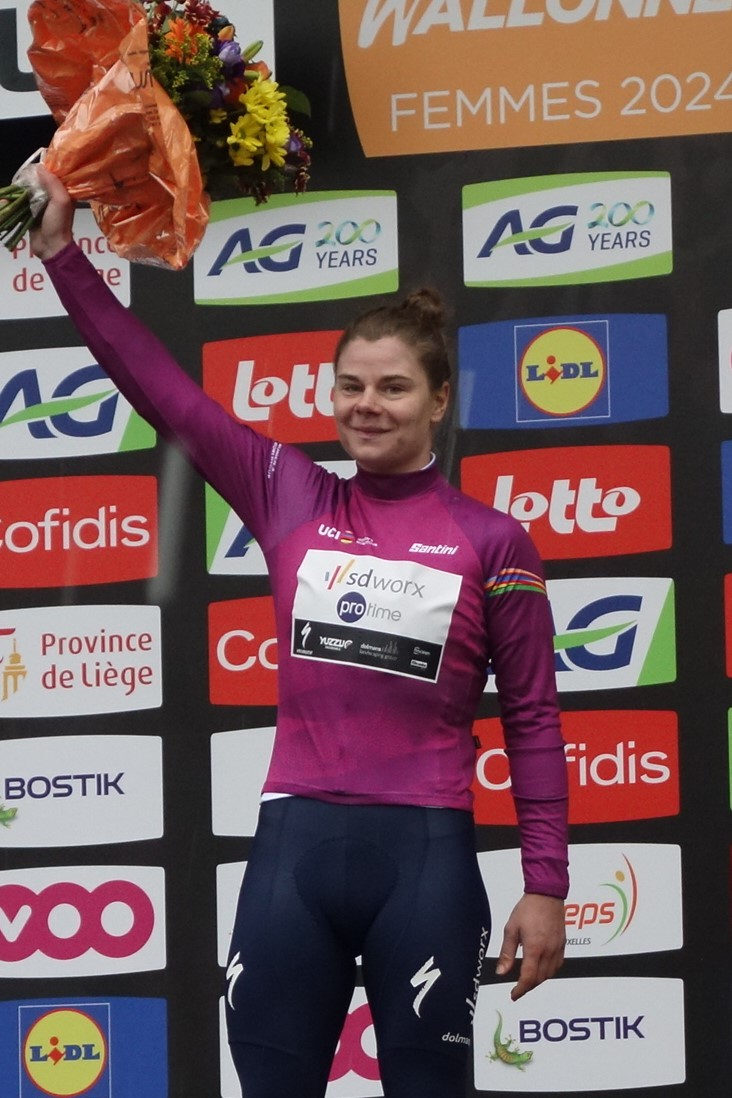
Lotte Kopecky in de paarse leiderstrui.

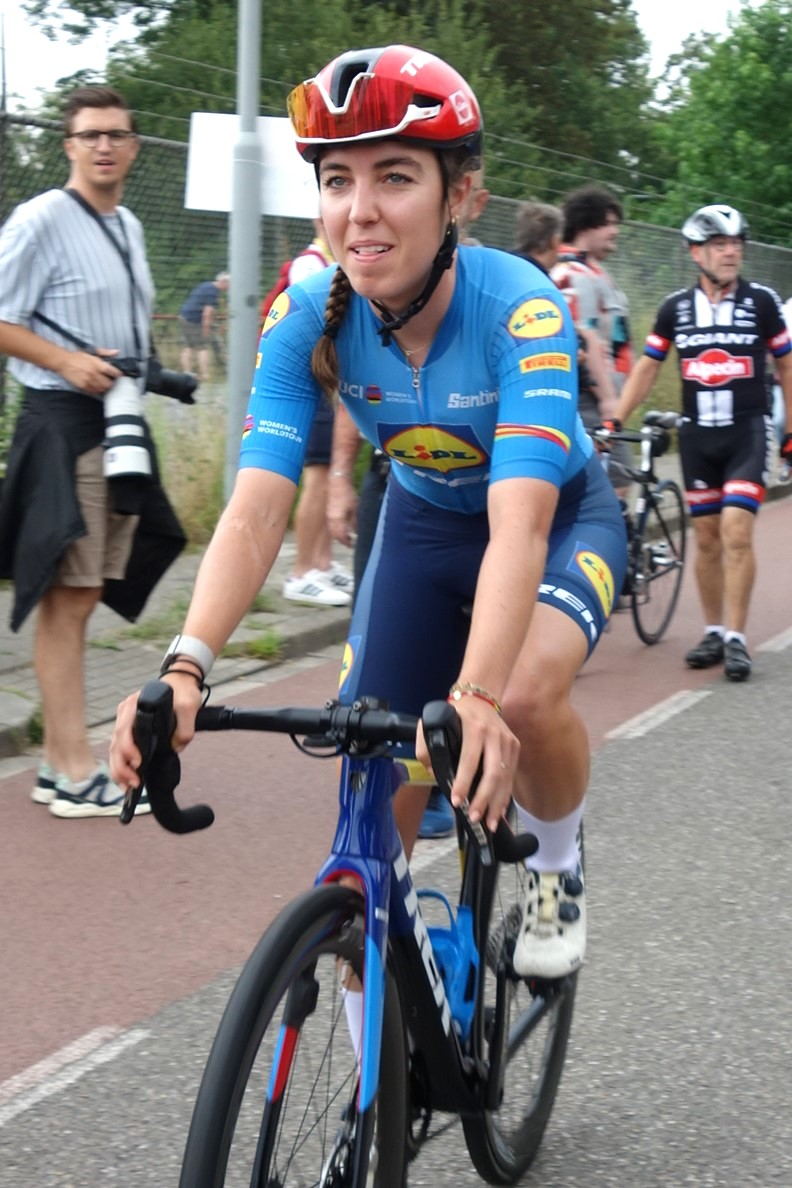
Shirin van Anrooij in de blauwe leiderstrui als beste jongere.

| Datum          | Wedstrijd                                 | Winnares             | Ploeg                | Leidster             |
| -------------- | ----------------------------------------- | -------------------- | -------------------- | -------------------- |
| 12–14 januari  | Tour Down Under                           | Sarah Gigante        | AG Insurance-Soudal  | Sarah Gigante        |
| 27 januari     | Cadel Evans Great Ocean Road Race         | Rosita Reijnhout     | Visma-Lease a Bike   | Dominika Włodarczyk  |
| 8–11 februari  | Ronde van de Verenigde Arabische Emiraten | Lotte Kopecky        | Team SD Worx-Protime | Neve Bradbury        |
| 24 februari    | Omloop Het Nieuwsblad                     | Marianne Vos         | Visma-Lease a Bike   | Lotte Kopecky        |
| 2 maart        | Strade Bianche                            | Lotte Kopecky        | Team SD Worx-Protime | Lotte Kopecky        |
| 10 maart       | Ronde van Drenthe                         | Lorena Wiebes        | Team SD Worx-Protime | Lotte Kopecky        |
| 17 maart       | Trofeo Alfredo Binda                      | Elisa Balsamo        | Lidl-Trek            | Lotte Kopecky        |
| 21 maart       | Brugge-De Panne                           | Elisa Balsamo        | Lidl-Trek            | Lotte Kopecky        |
| 24 maart       | Gent-Wevelgem                             | Lorena Wiebes        | Team SD Worx-Protime | Lotte Kopecky        |
| 31 maart       | Ronde van Vlaanderen                      | Elisa Longo Borghini | Lidl-Trek            | Lotte Kopecky        |
| 6 april        | Parijs-Roubaix                            | Lotte Kopecky        | Team SD Worx-Protime | Lotte Kopecky        |
| 14 april       | Amstel Gold Race                          | Marianne Vos         | Visma-Lease a Bike   | Lotte Kopecky        |
| 17 april       | Waalse Pijl                               | Katarzyna Niewiadoma | Canyon//SRAM Racing  | Lotte Kopecky        |
| 21 april       | Luik-Bastenaken-Luik                      | Grace Brown          | FDJ-Suez             | Lotte Kopecky        |
| 29 april–5 mei | La Vuelta España Femenina                 | Demi Vollering       | Team SD Worx-Protime | Elisa Longo Borghini |
| 10–12 mei      | Itzulia Women                             | Demi Vollering       | Team SD Worx-Protime | Elisa Longo Borghini |
| 16–19 mei      | Ronde van Burgos                          | Demi Vollering       | Team SD Worx-Protime | Demi Vollering       |
| 24–26 mei      | RideLondon Classic                        | Lorena Wiebes        | Team SD Worx-Protime | Demi Vollering       |
| 6–9 juni       | Ronde van Groot-Brittannië                | Lotte Kopecky        | Team SD Worx-Protime | Lotte Kopecky        |
| 15–18 juni     | Ronde van Zwitserland                     | Demi Vollering       | Team SD Worx-Protime | Demi Vollering       |
| 7–14 juli      | Giro d'Italia Women                       | Elisa Longo Borghini | Lidl-Trek            | Lotte Kopecky        |
| 12–18 augustus | Tour de France Femmes                     | Katarzyna Niewiadoma | Canyon//SRAM Racing  | Demi Vollering       |
| 24 augustus    | GP de Plouay                              | Mischa Bredewold     | Team SD Worx-Protime | Lotte Kopecky        |
| 27 aug–1 sep   | Ronde van Scandinavië                     | geannuleerd          | geannuleerd          | Lotte Kopecky        |
| 6–8 september  | Ronde van Romandië                        | Lotte Kopecky        | Team SD Worx-Protime | Lotte Kopecky        |
| 8–13 oktober   | Simac Ladies Tour                         | Lotte Kopecky        | Team SD Worx-Protime | Lotte Kopecky        |
| 15–17 oktober  | Ronde van Chongming                       | Marta Lach           | Ceratizit-WNT        | Lotte Kopecky        |
| 20 oktober     | Ronde van Guangxi                         | Sandra Alonso        | Ceratizit-WNT        | Lotte Kopecky        |

## Puntentelling

### Individueel klassement
De nummers één tot en met veertig behalen punten in zowel de eendagskoersen als voor het eindklassement in de etappewedstrijden.
| Plaats | 1e  | 2e  | 3e  | 4e  | 5e  | 6e  | 7e  | 8e  | 9e | 10e | 11e | 12e | 13e | 14e | 15e | 16e t/m 20e | 21e t/m 30e | 31e t/m 40e |
| Punten | 400 | 320 | 260 | 220 | 180 | 140 | 120 | 100 | 80 | 68  | 56  | 48  | 40  | 32  | 28  | 24          | 16          | 8           |

### Jongerenklassement
Elke wedstrijd behalen de eerste drie jongeren (onder 23 jaar aan het eind van het seizoen, dus geboren op of na 1 januari 2002) respectievelijk 6, 4 en 2 punten.

### Ploegenklassement
Per ploeg worden de punten van alle rensters opgeteld. De punten voor ploegentijdritten worden uiteraard als één resultaat meegeteld, in plaats van de punten die iedere renster ervoor heeft gekregen maal het aantal rensters (waarbij het kan zijn dat het totaal geen heel getal is).

## Klassement
| №                  | Individueel klassement | Punten   |
| ------------------ | ---------------------- | -------- |
| Paarse leiderstrui | Lotte Kopecky          | 4.596,00 |
|                    | Demi Vollering         | 4.175,29 |
|                    | Elisa Longo Borghini   | 3.327,14 |
| 4                  | Lorena Wiebes          | 2.839,00 |
| 5                  | Elisa Balsamo          | 2.406,00 |
| 6                  | Katarzyna Niewiadoma   | 2.141,00 |
| 7                  | Marianne Vos           | 1.705,71 |
| 8                  | Juliette Labous        | 1.609,14 |
| 9                  | Évita Muzic            | 1.584,57 |
| 10                 | Neve Bradbury          | 1.578,00 |

| №                        | Jongerenklassement  | Punten |
| ------------------------ | ------------------- | ------ |
| Licht blauwe leiderstrui | Shirin van Anrooij  | 44     |
|                          | Puck Pieterse       | 36     |
|                          | Neve Bradbury       | 32     |
| 4                        | Eleonora Gasparrini | 18     |
| 5                        | Antonia Niedermaier | 16     |
| 6                        | Zoe Bäckstedt       | 12     |
| 6                        | Nienke Vinke        | 12     |
| 6                        | Ella Wyllie         | 12     |
| 6                        | Alice Towers        | 12     |
| 10                       | Fem van Empel       | 10     |
| 14                       | Lore De Schepper    | 6      |

| №  | Ploegenklassement         | Punten    |
| -- | ------------------------- | --------- |
|    | Team SD Worx-Protime      | 14.384,03 |
|    | Lidl-Trek                 | 9.840,98  |
|    | Canyon//SRAM Racing       | 7.744,00  |
| 4  | DSM-Firmenich PostNL      | 5.794,98  |
| 5  | Liv AlUla Jayco           | 4.499,98  |
| 6  | Visma\|Lease a Bike       | 4.441,97  |
| 7  | UAE Team ADQ              | 4.364,00  |
| 8  | FDJ-Suez                  | 4.267,99  |
| 9  | Fenix-Deceuninck          | 3.670,00  |
| 10 | Ceratizit-WNT Pro Cycling | 3.150,00  |

Tour Down Under ·
Cadel Evans Great Ocean Road Race ·
Ronde van de Verenigde Arabische Emiraten ·
Omloop Het Nieuwsblad ·
Strade Bianche ·
Ronde van Drenthe ·
Trofeo Alfredo Binda-Comune di Cittiglio ·
Brugge-De Panne ·
Gent-Wevelgem ·
Ronde van Vlaanderen ·
Parijs-Roubaix ·
Amstel Gold Race ·
Waalse Pijl ·
Luik-Bastenaken-Luik ·
Ronde van Spanje ·
Ronde van het Baskenland ·
Ronde van Burgos ·
RideLondon Classic ·
Ronde van Groot-Brittannië ·
Ronde van Zwitserland ·
Ronde van Italië ·
Ronde van Frankrijk ·
GP de Plouay-Bretagne ·
Ronde van Romandië ·
Simac Ladies Tour ·
Ronde van Chongming ·
Ronde van Guangxi
Afgelaste wedstrijden: Ronde van Scandinavië
AG Insurance-Soudal · Canyon//SRAM · Ceratizit-WNT Pro Cycling · dsm-firmenich PostNL · FDJ-SUEZ · Fenix-Deceuninck · Human Powered Health · Lidl-Trek · Liv AlUla Jayco · Movistar · Roland · SD Worx-Protime · UAE Team ADQ · Uno-X Mobility · Visma|Lease a Bike
World Cup:
1998 · 
1999 · 
2000 · 
2001 · 
2002 · 
2003 · 
2004 · 
2005 · 
2006 · 
2007 · 
2008 · 
2009 · 
2010 · 
2011 · 
2012 · 
2013 · 
2014 · 
2015
World Tour:
2016 · 
2017 · 
2018 · 
2019 · 
2020 · 
2021 ·
2022 ·
2023 ·
2024 ·
2025
Huidige koersen:
Tour Down Under · Cadel Evans Great Ocean Road Race · Ronde van de Verenigde Arabische Emiraten · Omloop Het Nieuwsblad · Strade Bianche · Ronde van Drenthe · Trofeo Alfredo Binda · Classic Brugge-De Panne · Gent-Wevelgem · Ronde van Vlaanderen · Parijs-Roubaix · Amstel Gold Race · Waalse Pijl · Luik-Bastenaken-Luik · Ronde van Chongming · Ronde van het Baskenland · Ronde van Burgos · RideLondon Classique · The Women's Tour · Ronde van Zwitserland · Copenhagen Sprint · Giro Donne · Tour de France Femmes · Ronde van Scandinavië · Classic Lorient Agglomération · Simac Ladies Tour · La Vuelta Femenina · Ronde van Romandië · Ronde van Guangxi
Voormalige koersen:
Philadelphia Cycling Classic · Ronde van Californië · Emakumeen Bira · La Course by Le Tour de France · Open de Suède Vårgårda